# Толубинський Всеволод Іванович
Все́волод Іва́нович Толуби́нський (14 (27) березня 1904, Тартак — 17 квітня 1988) — український радянський вчений у галузі теплоенергетики, доктор технічних наук (з 1950 року), професор (з 1951 року), дійсний член АН УРСР (з 10 червня 1964 року).

## Біографія
Народився 14 (27 березня) 1904 року в селі Тартаку (тепер Чечельницького району Вінницької області). У 1927 році закінчив Київський політехнічний інститут. У 1929–1964 роках викладав у ньому (у 1938–1941 і 1944–1964 роках завідував кафедрою котельних установок). Одночасно у 1939–1960 роках — завідувач відділу Інституту теплоенергетики АН Української РСР. З 1941 по 1944 рік — завідувач кафедри котельних установок і промислового використання тепла Середньоазіатського індустріального інституту. З 1963 по 1972 рік — директор Інституту технічної теплофізики АН УРСР.

Могила Всеволода Толубинського

Помер 17 квітня 1988 року. Похований в Києві на Байковомку кладовищі (ділянка № 52).

## Відзнаки
Нагороджений орденом Жовтневої Революції, двома орденами Трудового Червоного Прапора (1951, 1971), орденом «Знак Пошани», медалями. Заслужений діяч науки УРСР (з 1974 року), лауреат премії імені Г. Ф. Проскури АН УРСР (за 1981 рік).

## Наукова діяльність
Основні праці з питань теплообміну та гідродинаміки, теорії та конструкції топок, випарників і парогенераторів, спалювання і комплексного використання палива тощо. Створив методи розрахунку інтенсивності теплообміну і критичних теплових потоків, провів комплекс досліджень з теплофізики ядерних реакторів.
Автор понад 200 наукових праць, з-поміж яких 8 монографій та підручників, 70 праць видані за кордоном. Праці:
- Работа и расчет камерных топок. К., 1939;
- Комплексне енерготехнологічне використання палива. К., 1957;
- Теплотехника. К., 1976 [у співавторстві];
- Теплообмен при кипении. К., 1980.